# Willem Alkema
Willem Kornelis Alkema (Groningen, 30 september 1971) is een Nederlandse programmamaker, presentator, muzikant, kunstenaar en theatermaker. Zijn documentaire Dance To The Music/Coming Back For More ontving internationale prijzen op verschillende festivals waaronder de publieksprijs op het Biografilm Festival. De Documentaire werd in Japan op DVD uitgegeven. Alkema schreef meerdere artikelen, onder andere voor het tijdschrift Mojo.

## Carrière
In 1997 werd Willem Alkema door regisseur René Eijsink gevraagd om het jongerenprogramma Jong Belegen te presenteren voor RTV Oost. Vanaf 1998 presenteerde hij het programma samen met Daphne Bunskoek en Eddy Zoëy. Hierna volgden andere programma's zoals het dagelijkse live praatprogramma Edned met Carrie ten Napel, Leonie ter Braak, Bert Eeftink en Andre van der Zee.
Met Maxim Hartman maakte hij het programma Omroep Maxim voor de VPRO, en Nog meer voor Mannen voor RTL. Met Stefano Keizers maakte hij het programma Experimensen voor Avro/Tros. 
Zijn theatervoorstelling Not the Dr. Phil Show (samen met Wim Holsappel later met Jeroen Kijk in de Vegte) was het eerste Nederlandse praatprogramma dat werd gepresenteerd in een theater. De voorstelling kreeg landelijk aandacht door maatschappelijk betrokken stunts waarbij de actualiteit in een ander perspectief werd geplaatst; met een oranje tank werd tijdens het EK 2006 Duitsland 'binnengevallen' om hulp te bieden aan het Nederlands Elftal. 3FM deed live verslag van deze actie. Onder de naam groep esthetiek 2004 werd een supermarkt overvallen waarbij pepernoten werden meegenomen en aangeboden aan de ambassade van Spanje met als motivatie dat de pepernoten te vroeg in de winkel lagen.
Zijn documentaire Dance To The Music/Coming Back For More werd onder twee titels uitgebracht, en vertelt de meer dan tien jaar durende zoektocht van Alkema naar funklegende Sly Stone, die sinds begin jaren 80 uit de publiciteit was verdwenen. De documentaire bevat het eerste interview met Sly Stone sinds zijn verdwijning. In de film is een belangrijke rol weggelegd voor de Nederlandse eeneiige tweeling Edwin en Arno Konings, waarmee hij Sly Stone op tournee in Europa in 2010 begeleidt. In 2011 vervolgde Alkema de opnames met Sly Stone. In een artikel in de New York Post verklaarde hij dat Stone dakloos was.
Alkema is sinds 1998 presentator van het Bevrijdingsfestival Overijssel.